# 山口直勝
山口 直勝（安永6年（1777年）- 文政8年（1825年）是江戸時代的旗本，擁有三千石領土，官職為相模守。父親是山口直清，而母親則是山口直承的女兒嘉智子。
由於身為宇和島藩主伊達宗城和伊予吉田藩主伊達宗孝的父親，有一定的聲譽，但有關他的一生及功績卻很少文獻提及。

## 家庭
- 父：山口直清（1754-1793）
- 母：嘉智子 - 山口直承女兒
- 室：澤木氏
- 室：蒔田廣朝娘
  - 次男：伊達宗城（1818-1892） - 伊達壽光及伊達宗紀養子
  - 三男：伊達宗孝（1821-1899） - 伊達宗翰養子
- 生母不明子女
  - 長男：山口直信 - 旗本、伊予吉田藩主伊達宗敬親父